# Ireby (Kumbria)
Ireby – wieś w Anglii, w Kumbrii, w dystrykcie (unitary authority) Cumberland. Leży 23 km na południowy zachód od miasta Carlisle i 413 km na północny zachód od Londynu.